# William Baptiste Baird
 (janvier 2015).
Si vous disposez d'ouvrages ou d'articles de référence ou si vous connaissez des sites web de qualité traitant du thème abordé ici, merci de compléter l'article en donnant les références utiles à sa vérifiabilité et en les liant à la section « Notes et références ».
William Baptiste Baird, né le 8 avril 1849 à Chicago (États-Unis) et mort le 27 mars 1929 dans le 19e arrondissement de Paris, est un peintre et dessinateur américain de l'École de Barbizon. 

## Biographie
William Baptiste Baird vient à Paris pour parfaire sa formation dans l'atelier d'Adolphe Yvon (1817-1893). Il se spécialise dans la peinture des animaux de ferme et principalement la basse-cour, ainsi que les sujets ruraux.
Il peint des paysages en forêt de Fontainebleau, à Barbizon, voyage en Bretagne dans la région de Pont-Aven et se lie d'amitié avec d'autres peintres américains travaillant sur place. Il voyage en Suisse et se rend sur la Côte d'Azur.
Il participe à différentes expositions et Salons où il obtient des médailles à Nice et à Versailles.
Il demeure à Paris au no 3 de la rue d'Odessa.

## Collections publiques
En France
- Musée des beaux-arts de Chambéry : Vue prise à Évian, huile sur toile[3]
- Musée des beaux-arts de Rennes : Pommiers en fleurs, huile sur toile[4]

Aux États-Unis
- Terre Haute (Indiana), Swope Art Museum
- Hartford (Connecticut), Wadsworth Atheneum
- Beloit (Wisconsin), Wright Museum of Art

## Expositions
- 1885, 27eexposition d'Amiens, organisée par les amis des arts de la Somme, La Forêt de Fontainebleau, Les Bords de la Seine
- Nice, obtient une médaille
- Versailles, obtient une médaille